# Батькова подоба
«Батькова подоба» (англ. The Father-Thing) — оповідання американського письменника Філіпа К. Діка, написане у жанрах наукової фантастики і жахів. Уперше видане в грудні 1954 року видавництвом «Fantasy House, Inc.» у журналі «Fantasy and Science Fiction». Увійшло до антології Айзека Азімова «Завтрашні діти» (англ. Tomorrow's Children) 1966 року, збірки «Найкраще Філіпа К. Діка» (англ. The Best of Philip K. Dick) 1977 року, а також є заголовним твором у третьому томі «Зібраної короткої прози Філіпа К. Діка» 1987 року.
У 2018 році за мотивами оповідання вийшов однойменний епізод телесеріалу «Електричні сни Філіпа К. Діка».
Українською мовою оповідання видано «Видавництвом Жупанського» у 2023 році в другому томі «Повного зібрання короткої прози» Філіпа К. Діка в перекладі Єгора Полякова.

## Сюжет
Джун Волтон просить свого восьмирічного сина Чарльза покликати батька з гаража на вечерю. Хлопчик відповідає, що тато, Тед, розмовляє сам із собою. Мати не зважає на слова сина й наполягає, щоб Чарльз усе ж покликав його. Той вагається й каже, що не знає, якого саме батька кликати, адже вони обидва однакові. І тут раптом на кухню заходить Тед. За столом він хвалить свою роботу із загострення садових ножиць, рагу з бараниною, говорить про важкий день на роботі. Чарльз, переляканий, відсувається й шепоче матері, що прийшов інший тато. На мить Тед виглядає чужим для своєї сім'ї, але швидко повертається до сміху й радісно споживає вечерю. Зненацька Чарльз підхоплюється з-за столу і біжить нагору до своєї кімнати. Батькова подоба йде за ним, але Чарльз тікає від неї через вікно своєї кімнати й рятується, ховаючись у гаражі. У гаражі він знаходить бочку наповнену старими газетами і часописами. Глибоко в бочці Чарльз знаходить останки свого справжнього батька, викинуті шматки, які не знадобилися батьковій подобі. Коли «Тед» підходить до гаража, Чарльз знову втікає.
Чарльз шукає допомоги в старшого від себе на шість років сусідського хлопчини Тоні Перетті. Тоні озброюється пневматичною рушницею і супроводжує Чарльза до його дому. Зазирнувши у вікно, Тоні не вірить, що у будинку є щось дивне, але Чарльз показує йому останки свого справжнього батька в гаражі. Чарльз пояснює, що він бачив, як вони розмовляли один з одним і батькова подоба, мабуть, їла його батька, поки він був на кухні. Вийшовши з гаража, вони сідають й знову зазирають у вікно. «Тед» і Джун сперечаються через те, що Чарльз не повертається додому. Щойно Джун виходить з кімнати, «Тед» вмощується в кріслі у незвичній позі, мов хтось його вимкнув. Хлопці хочуть визначити, що за сила контролює батькову подобу і звертаються по допомогу до дев'ятирічного Боббі Деніелза, чорношкірого хлопця, який добре вміє «шукати».
Троє хлопців починають шукати цю невідому силу. Вони знаходять жука з металевим тілом і пришпилюють його граблями. Деніелз стріляє у нього з пневматичної рушниці, але жук захищається за допомогою «сили думки». Чарльз забирає в Деніелза зброю. У той момент, коли Чарльз вже хотів вбивати жука, його схоплює «Тед» і починає відводити додому. Жук, звільнившись від граблів, прослизає у виритий ним тунель.
«Тед» починає вести Чарльза до гаража. На двір виходить Джун. Він пояснює їй, що хоче відшмагати сина за погану поведінку, а Тоні наказує йти додому, нагадуючи, що пневматичні рушниці на території міста заборонені й просить віддати її. Та Перетті стріляє йому в око. Розлючений «Тед» вихоплює рушницю й розтрощує об стіну будинку. Чарльз виривається, тікає і ховається в бамбукових заростях. У заростях він знаходить материну подобу на останній стадії дозрівання, ще кілька менших личинок та використаний кокон, у якому, мабуть, містилася батькова подоба, а також дозрілу подобу його самого. Чарльза знаходить і схоплює «Тед». Батькова подоба наказує подобі Чарльза з'їсти його. Чарльз відбивається від неї. Але раптом все стихає і всі подоби перестають ворушитися. Чарльз підводиться і йде на бетонну стежку. На стежці його зустрічають Деніелз і Перетті. Перетті пояснює Чарльзу, що Деніелз вбив жука, заливши в його тунель гас. Смерть жука знищила всі подоби.

## Коментар Ф.К.Діка
|                                                                                                 | Коли я був дуже малим, у мене завжди виникало враження, що мій батько — це насправді дві людини. Одна добра, інша — зла. Добрий батько зникав, а злий займав його місце. Гадаю у багатьох дітей, є це відчуття. Але що якби так було насправді? Сюжет цього оповідання є ще одним прикладом, коли оманливе інстиктивне відчуття в якийсь спосіб перестає бути оманливим. Ба більше, тобі навіть не можна поділитися цим своїм відкриттям. На щастя, про нього можна поговорити з іншими дітьми, бо діти зрозуміють, вони мудріші за дорослих... Тут я мало не сказав «мудріші за людей». |
| — Філіп Дік (1976 рік) , з приміток видання: Філіп К. Дік. Повне зібрання короткої прози. Том 2 | |

## Телевізійна адаптація
Телесеріал «Електричні сни Філіпа К. Діка» включає сьомий епізод, заснований на оповіданні. Роль «батькової подоби» зіграв Грег Кіннір.

## Видання українською мовою
- Дік, Філіп. К. Повне зібрання короткої прози. Том 2 / Пер. з англ.: Ігор Гарнік, Єгор Поляков. — Київ: Видавництво Жупанського, 2023. — (Ad Astra) — 592 с. ISBN 978-617-7585-69-4
  - Батькова подоба (з 504 с. по 516 с.; переклав Єгор Поляков)

## Зауваги
1. ↑  Дані взято з видання: Філіп К. Дік. Повне зібрання короткої прози. Том 2, Видавництво Жупанського, 2023